# 7even Year Itch
 7even Year Itch: Greatest Hits, 1994-2001 è la prima raccolta della band statunitense Collective Soul, pubblicata il 18 settembre 2001. Contiene brani dai primi quattro album della band e due tracce inedite: Energy e Next Homecoming.

## Tracce
1. Heavy – 2:55
2. She Said – 4:15
3. Shine – 5:06
4. Energy – 3:21
5. Run – 4:33
6. Gel – 2:58
7. Precious Declaration – 3:39
8. Why, Pt. 2 – 3:38
9. The World I Know – 4:16
10. Next Homecoming – 3:11
11. Listen – 4:13
12. December – 4:45
13. Forgiveness – 5:00